# Doller
La Doller [dɔlɛʁ] est une rivière française du Haut-Rhin, en collectivité européenne d'Alsace. Sa vallée s'ouvre vers l'est au pied du Ballon d'Alsace. Elle est parallèle à la Thur qui coule un peu plus au nord. C'est un affluent de l'Ill, donc un sous-affluent du Rhin.

## Géographie
La Doller prend sa source sur les hauteurs de Dolleren, au lieu-dit Fennematt à 922 mètres d'altitude dans le massif du ballon d'Alsace. La Fennematt fut de 1871 à 1914, une frontière nationale entre la France et l'Allemagne. La Doller dévale d'ouest en est, en 46 kilomètres, un dénivelé de 700 mètres pour rejoindre l'Ill dans l'agglomération de Mulhouse. 

## Communes et cantons traversées

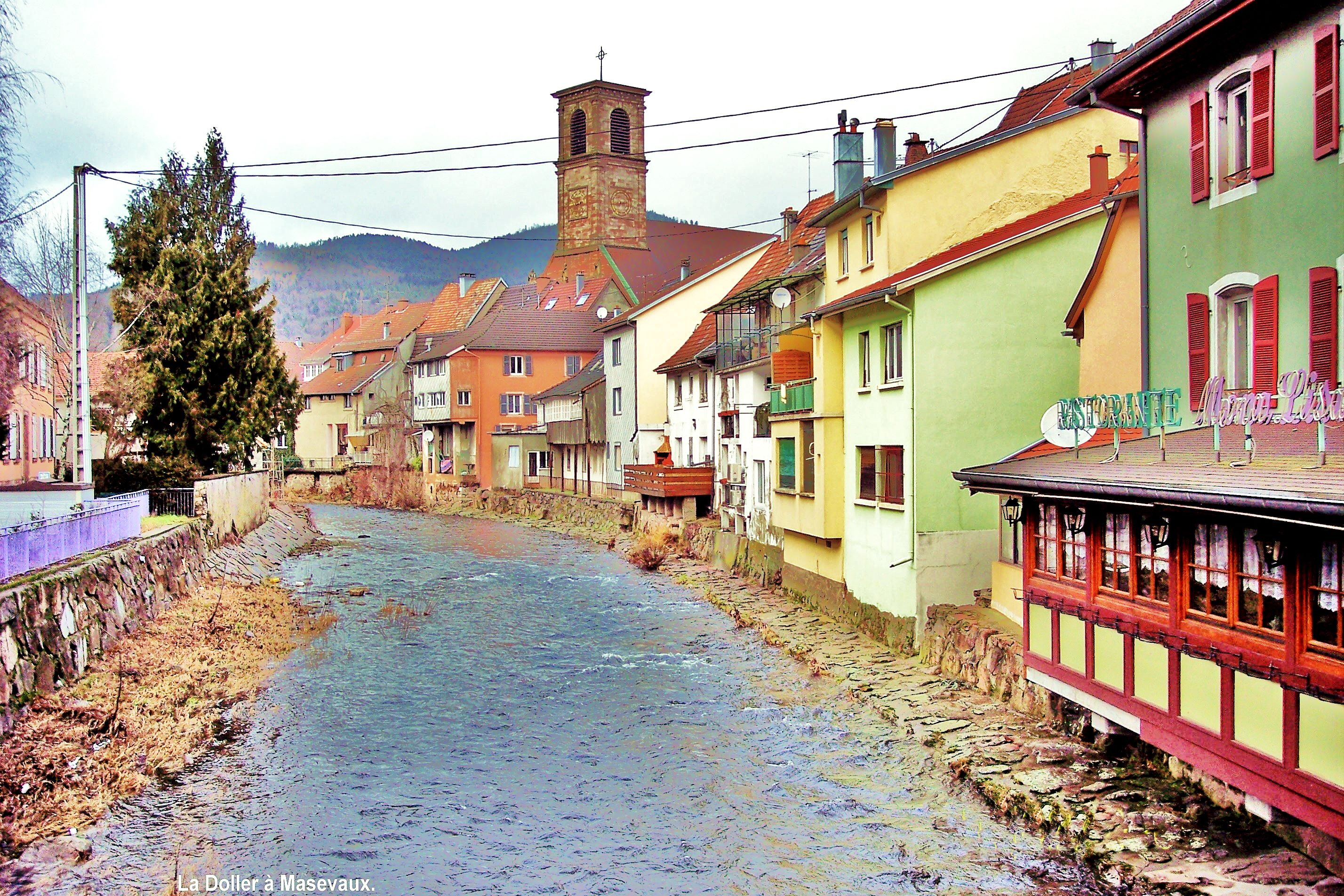
La Doller à Masevaux.

Elle baigne Sewen, Dolleren, Oberbruck, Wegscheid, Kirchberg, Masevaux-Niederbruck, Sickert, Lauw, Sentheim, Guewenheim, Burnhaupt-le-Haut, Burnhaupt-le-Bas, Aspach-le-Haut, Aspach-le-Bas, Schweighouse-Thann, Reiningue, Lutterbach et Pfastatt avant de se jeter dans l'Ill à Mulhouse.
Soit en termes de cantons, la Doller prend sa source dans le canton de Masevaux, traverse les cantons de Cernay et de Kingersheim avant de confluer dans le canton de Mulhouse 2.

## Bassin versant
Son bassin versant de 215 kilomètres carrés alimente en eau 200 000 habitants de cinquante communes dont une partie de l'agglomération mulhousienne. La Doller alimente ainsi le plan d'eau de Michelbach, réservoir en eau de la région de Mulhouse.

## Affluents
Les affluents de la rive gauche sont : le Wagenstallbach, le Seebach avec les lac d'Alfeld et lac de Sewen, le Soultzbach, le Heimbach, le Bourbach, le Baerenbach, le Leimbach et le Dollerbaechlein. 
Ses affluents de la rive droite sont : le Grabenbach, le Lachtelweiherbaechel, le Odiliabach, le Braembaechle, le Talungrunzbach, le Hahnenach et le Steinbaechlein.

## Hydrologie

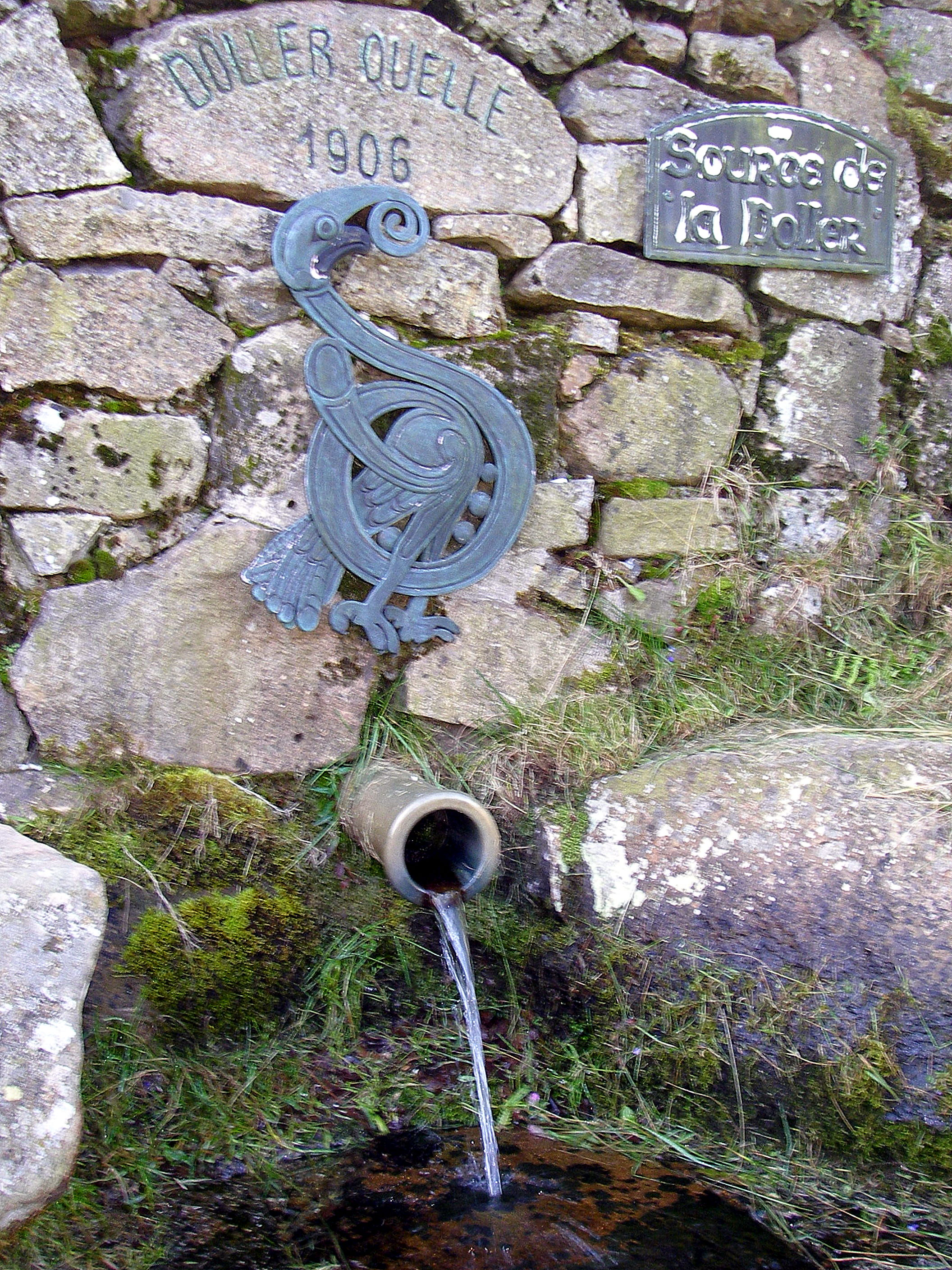
La source de la Doller, à la Fennematt (alt. 922 m).

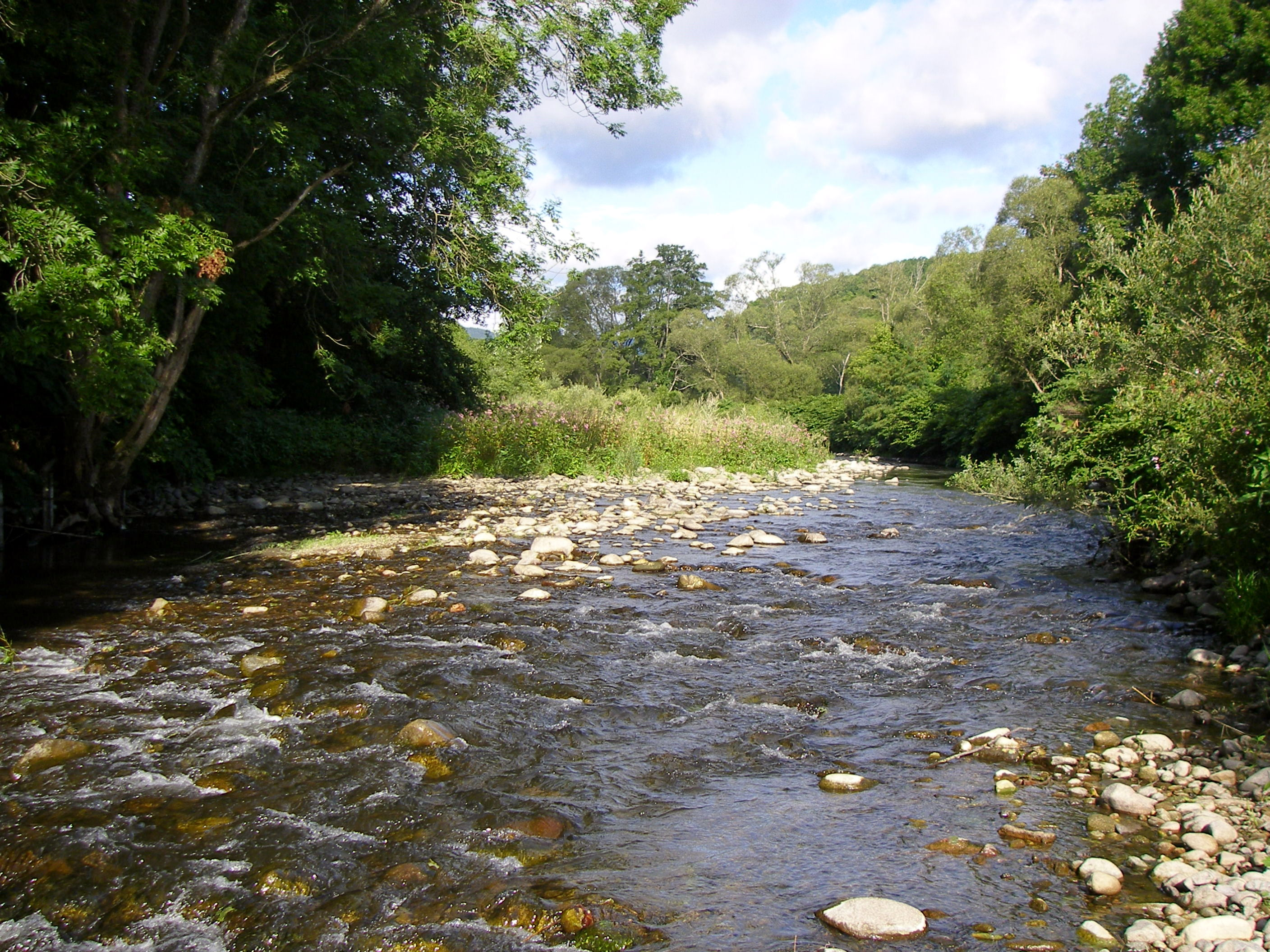
La Doller entre Guewenheim et Sentheim.

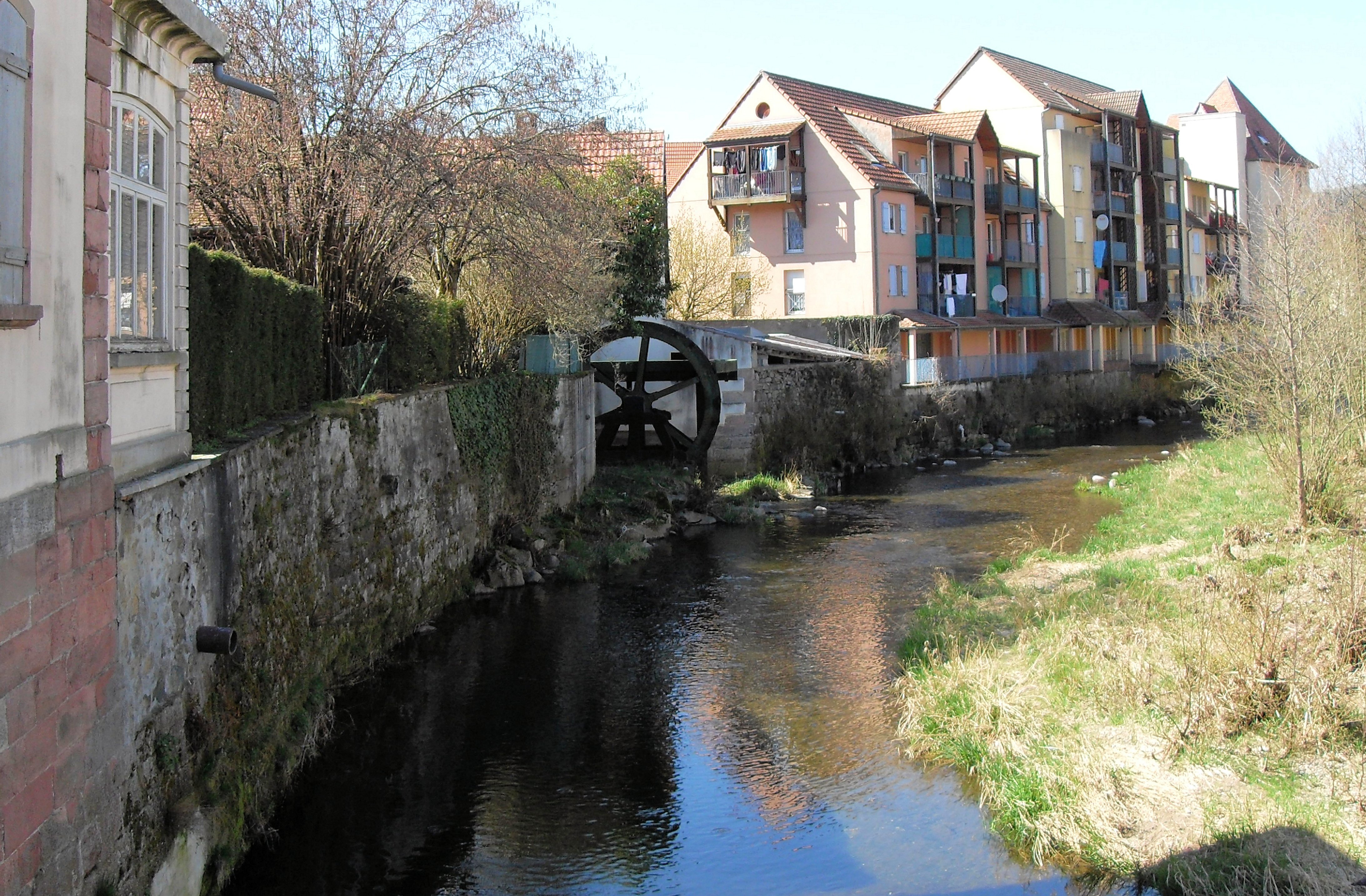
La Doller à Masevaux.

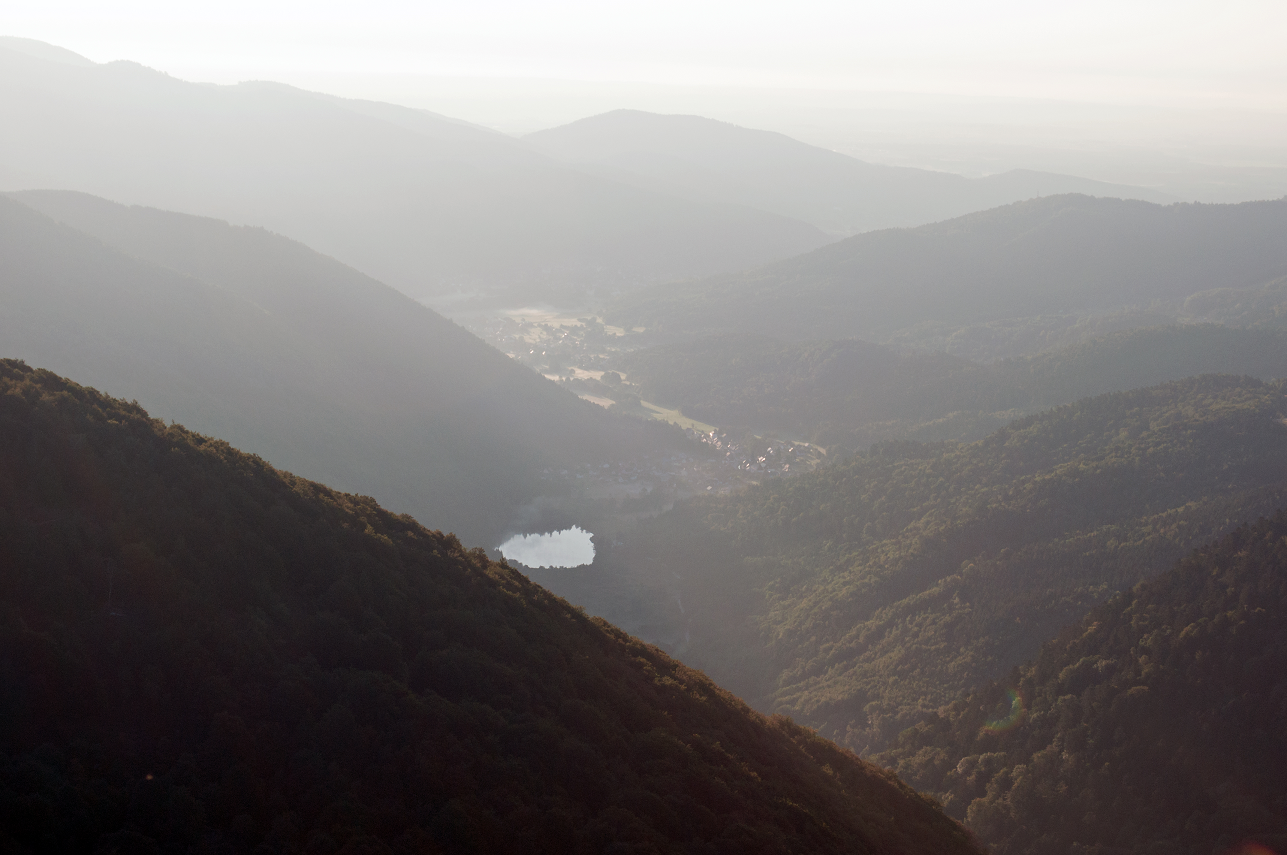
La vallée de la Doller au lever du soleil en été, vue du sommet du ballon d'Alsace. Le lac de Sewen est particulièrement visible.

La Doller est une rivière fort abondante. 

### La Doller à Reiningue
Son débit a été observé depuis le 22 novembre 1967 , à Reiningue, à 261 m d'altitude, localité du département du Haut-Rhin située à peu de distance à l'ouest de Mulhouse et peu avant le confluent avec l'Ill. La surface étudiée y est de 180 km2, soit plus de 85 % de la totalité du bassin versant de la rivière 215,4 km2.
Le module de la rivière à Reiningue est de 4,14 m3/s.
La Doller présente des fluctuations saisonnières de débit bien marquées. Les hautes eaux se déroulent en hiver et s'accompagnent d'un débit mensuel moyen situé dans une fourchette allant de 6,67 à 8,20 m3/s, de décembre à mars inclus (avec un maximum en février). Dès la fin du mois de mars, le débit moyen baisse progressivement jusqu'à la période des basses eaux qui a lieu en été, de juin à septembre inclus, avec une baisse du débit moyen mensuel allant jusqu'à 1,09 m3/s au mois d'août, soit 1 090 litres par seconde, ce qui reste appréciable. Mais les fluctuations sont bien plus prononcées sur de courtes périodes et selon les années.

### Étiage ou basses eaux
En effet, à l'étiage, le VCN3 peut chuter jusque 0,220 m3/s, en cas de période quinquennale sèche, soit 220 litres par seconde, ce qui devient sévère, environ 0,5 % du module à 4,14 m3/s, mais cette situation se rencontre fréquemment au sein des cours d'eau de l'est de la France.

### Crues
Les crues peuvent être très importantes. Les QIX 2 et QIX 5 valent respectivement 85 et 130 m3/s. Le QIX 10 est de 160 m3/s, le QIX 20 de 180 m3/s et le QIX 50 de 220 m3/s, ce qui correspond au volume moyen de la Seine à Alfortville, aux portes de Paris.
Le débit instantané maximal enregistré à la station de Reiningue durant cette période, a été de 207 m3/s le 15 février 1990, tandis que la valeur journalière maximale était de 172 m3/s le même jour. En comparant la première de ces valeurs à l'échelle des QIX de la rivière, il ressort que cette crue de février 1990 était d'ordre vicennal, et donc non exceptionnelle, ayant chaque année un risque sur vingt à vingt cinq de se produire. La hauteur maximale instantanée a été de 288 cm ce même 15 février 1990

### Lame d'eau et débit spécifique
La Doller est une rivière très abondante. La lame d'eau écoulée dans son bassin versant est de 729 millimètres annuellement  ce qui est fort élevé en France, plus de deux fois supérieur à la moyenne d'ensemble du pays, mais aussi à la moyenne du bassin de l'Ill (398 millimètres par an à Strasbourg) et du Rhin (environ 375 mm/an aux Pays-Bas). Le débit spécifique (ou Qsp) de la rivière atteint 23,0 litres par seconde et par kilomètre carré de bassin.

## Tourisme
Un chemin de fer touristique, le Train Thur Doller Alsace (TTDA), serpente dans la vallée de la Doller. Il emprunte depuis 1976, de Cernay à Sentheim, un tronçon de l'ancienne ligne de Cernay à Sewen.
La vallée de la Doller est également célèbre pour sa population de castors.
La partie de la vallée s'étendant sur les communes de Aspach-le-Bas, Burnhaupt-le-Bas, Guewenheim,
Lutterbach, Michelbach, Morschwiller-le-Bas, Reiningue, Schweighouse-Thann est classé comme site Natura 2000.
La vallée offre des sites de moyenne montagne propices en particulier à la randonnée pédestre. Outre le massif du ballon d'Alsace, celui de la Haute Bers, avec ses lacs (Perches, Neuweiher) sont équipés de sentiers balisés par le Club vosgien, permettant notamment de rejoindre plusieurs fermes-auberges.